# Der von Brauneck
Der von Brauneck war ein mittelalterlicher Autor. Er ist nur durch Nennung anderer Autoren bekannt. Sein Werk hat sich nicht erhalten.

## Autor und Werk
Den Autor Der von Brauneck kennen wir nur aus einer Erwähnung im Renner des Hugo von Trimberg. Er nennt ihn neben anderen Sängern des 13. Jahrhunderts.
Auch Friedrich von Sunnenburg nennt in einer Strophe zum Lob Rudolfs von Habsburg einen Brûnecker. Es ist aber nicht klar, ob beide, Hugo von Trimberg und Friedrich von Sunnenburg, denselben Autor meinen.

## Lokalisierungsversuche
Als mögliche „Heimat“ wurden bislang diskutiert:
1. Bruneck in Franken bei Ansbach
2. Burg Bruneck im Aargau bei Mellingen
3. Bruneck im Pustertal (Südtirol) an der Rienz

Haupt (1845) und Burdach (1928) machten sich für das fränkische Geschlecht von Brauneck stark, eine Seitenlinie der Herren von Hohenlohe. Erstmals wird das Geschlecht mit Konrad von Brauneck 1245 urkundlich belegt. Er wird gemeinhin als Autor angenommen. Zwischen 1264 und 1274 ist ein Gottfried von Brauneck urkundlich fassbar.